# Alicia Keys
Alicia Augello Cook, (Manhattan, 25 de janeiro de 1981) mais conhecida como Alicia Keys, é uma cantora, compositora, produtora, pianista, empresária e atriz norte-americana. Uma das cantoras mais talentosas e aclamadas, Alicia já venceu 17 Grammy Awards e vendeu mais de 90 milhões de discos em todo o mundo, tornando-se uma das artistas musicais mais vendidas de todos os tempos. Além de seu talento multifacetado, ela também é conhecida por seu trabalho humanitário e ativismo. Seu álbum de estreia, Songs in A Minor (2001), foi um sucesso critico e comercial, vendeu mais de doze milhões de cópias em todo o mundo e ganhou cinco Grammy Awards em 2002; Seu single de estreia "Fallin'", rendeu seu primeiro número um na Billboard Hot 100. Seu segundo álbum, The Diary of Alicia Keys (2003), gerou os sucessos "You Don't Know My Name" e "If I Ain't Got You" e vendeu oito milhões de cópias em todo o mundo, rendendo-lhe mais quatro Grammys. Em 2004, seu dueto com Usher, "My Boo", tornou-se um hit mundial e seu segundo single número um no Hot 100. Seu terceiro álbum, As I Am (2007), vendeu cinco milhões de cópias em todo o mundo, rendeu seu terceiro single número um "No One" e ganhou mais três Grammys. Seu quarto álbum, The Element of Freedom (2009), alcançou o topo da UK Albums Chart e vendeu quatro milhões de cópias em todo o mundo; Ainda em 2009, seu dueto com o rapper Jay-Z, "Empire State of Mind", lhe rendeu mais um hit número um na Hot 100. Seu quinto álbum, Girl on Fire (2012), foi o seu quarto a atingir o topo da Billboard 200. Ela seguiu lançando mais três álbuns, Here (2016), Alicia (2020) e Keys (2021).
Em 2007, Keys Iniciou uma incursão no mundo do cinema, com a comédia de ação Smokin' Aces e The Nanny Diaries. Em 2008, protagoniza o filme, The Secret Life of Bees, com as também estrelas da música, Jennifer Hudson e Queen Latifah. Em 2023, ela escreveu, compôs e coproduziu, Hell's Kitchen, um musical da Broadway inspirado em sua vida, que venceu dois prêmios Tony.
Em 2009, ela foi nomeada pela revista Billboard como a melhor artista da década de 2000 na categoria R&B/Hip-Hop. Em 2010, o canal de música VH1 incluiu Alicia na lista dos "100 Maiores Artistas de Todos o Tempos". Em fevereiro de 2012, ela ficou em 14.º na lista do VH1 de "100 Maiores Mulheres na Música". Em 2013, Keys foi ranqueada número 33 pela VH1 em "50 Greatest Women of the Video Era" e número 10 na lista das "100 artistas mais sensuais". Em 2016, foi incluída na lista da BBC, das "100 mulheres mais inspiradoras e influentes". Em 2020, a Recording Industry Association of America classificou Alicia como "A artista de R&B feminina com mais certificações do milênio".

## Biografia
Alicia Keys nasceu Alicia Augello Cook, em 25 de janeiro de 1981, filha única de Teresa Augello, de ascendência ítalo-irlandesa-escocesa e Craig Cook, um jamaicano, ela nasceu e cresceu no bairro Hell's Kitchen em Manhattan, Nova Iorque, sendo criada apenas pela mãe, já que o seu pai saiu de casa quando ela tinha apenas dois anos. Keys afirmou que seus pais nunca tiveram um relacionamento e que seu pai nunca fez parte de sua vida. Keys e sua mãe moravam em um apartamento de um quarto no conjunto habitacional Manhattan Plaza. Sua mãe costumava trabalhar em três empregos para sustentar Keys. Em 1985, aos quatro anos de idade, Keys participou da série The Cosby Show.
Keys começou a tocar piano e estudar música clássica quando tinha sete anos. Quando Keys tinha doze anos, sua mãe a matriculou na Escola de Artes Profissionais, uma escola pública de Manhattan, onde além das aulas regulares, ela teve aulas de música, dança , teatro e participou de um coral. Na época, Keys formou uma banda de três membros, que se apresenta em eventos culturais e feiras no Harlem. 

## Carreira

### 1994–2000: Início da carreira e Columbia Records
Em 1994, o empresário Jeff Robinson conheceu Keys, de treze anos, que estava se apresentando com sua banda no centro da Liga Atlética da Polícia no Harlem. Ele ficou impressionado com seu talento e carisma, e ficou animado com as reações do público a ela. Robinson ofereceu um agenciamento para Keys e sua mãe Teresa concordou, por tanto que Keys não faltasse a escola e suas notas continuassem altas. Nessa época, Keys já havia escrito duas das canções que mais tarde incluiria em seu álbum de estreia: "Butterflyz" e "The Life". Robinson queria que Keys estivesse preparada para a indústria musical, então a levava para todas as reuniões com advogados e negociações com gravadoras. Em 1995, ele a apresentou ao executivo de A&R, Peter Edge. Ele a ajudou a montar algumas demos de músicas que ela havia escrito e a montar vitrines para executivos de gravadoras. Edge estava ansioso para contratar Keys, mas não conseguiu na época por estar prestes a deixar sua atual gravadora, a Warner Bros. Records. Durante esse período, a Columbia Records ofereceu um contrato de gravação que agradou Teresa e Robinson, então, aos quinze anos, Keys assinou seu primeiro contrato com uma gravadora.
Com dezesseis anos, Alicia formou-se no ensino médio como a melhor aluna de sua classe, e seu sucesso acadêmico lhe proporcionou uma bolsa de estudos e admissão antecipada na Universidade de Columbia. Keys foi aconselhada por sua mãe a priorizar os estudos e ingressar na faculdade, o que ela fez; porém, decidiu abandona-la depois de um mês para se dedicar à sua carreira em tempo integral; essa decisão não agradou Teresa e as duas ficaram sem se falar por um tempo.
Após quase dois anos de contrato, Keys já havia produzido um álbum inteiro, mas a Columbia se recusava a lançar por não considerar "comercial"; Eles queriam que ela se submetesse às suas decisões criativas e de imagem. Enquanto trabalhava em mais músicas, Keys conheceu o produtor e empresário Jermaine Dupri, dono do selo So So Def, que fazia parte da Columbia. Dupri estava produzindo a trilha sonora do filme Men in Black (1997) e perguntou se Alicia tinha algum material que ele pudesse usar; Ela ofereceu a canção "Dah Dee Dah (Sexy Thing)", que Dupri aprovou e colocou na trilha; essa foi a única gravação de Keys lançada pela Columbia.
Descontente e presa ao contrato, Alicia contratou um advogado para negociar sua saída da gravadora, porém, o único acordo oferecido foi a rescisão em troca do material que ela havia produzido, então, ela recorreu a Peter Edge, que na época havia se tornado chefe de A&R na Arista Records. Após saber da situação, Edge apresentou Keys ao então presidente da Arista, Clive Davis, responsável pela carreira de grandes estrelas, como Whitney Houston. Com a ajuda de Davis, Keys conseguiu a rescisão do contrato e o direito de suas músicas; Ela assinou com a Arista no final de 1998. Entre suas canções já finalizadas estavam: "Rear View Mirror" e "Rock With You", que foram incluídas nas trilhas dos filmes, Shaft e Dr. Dolittle 2, respectivamente lançados em 2000. Em 2000, a BMG (grupo que administrava a Arista) demitiu Davis do cargo de presidente/CEO, e o contrato de Keys foi suspenso. Mais tarde, naquele ano, Davis formou a J Records e contratou Keys.

### 2001–2004:Songs in A MinoreThe Diary of Alicia Keys

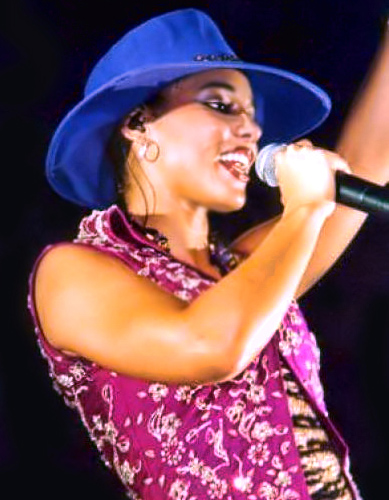
Alicia Keys ao vivo em Frankfurt, 2002

O primeiro álbum de Keys, Songs in A Minor, foi lançado em junho de 2001, e estreou na primeira posição da Billboard 200, vendendo 236 000 cópias na primeira semana. Venderia mais de dez milhões de cópias no mundo todo, estabelecendo a popularidade de Keys dentro e fora dos Estados Unidos. O primeiro single do álbum, "Fallin'", ficou seis semanas na primeira posição da Billboard Hot 100. O segundo single, "A Woman's Worth", ficou entre os dez mais vendidos nas América. O terceiro single lançado, "How Come U Don't Call Me Anymore?" atingiu a posição cinquenta e nove da Billboard. O quarto e último single, "Girlfriend", foi lançado apenas fora dos Estados Unidos, e atingiu a décima terceira posição no ranking dos mais vendidos da Austrália segundo a ARIA. No entanto, o single "Gangsta Lovin'" (um dueto de Keys com a rapper Eve para o álbum Eve-Olution) atingiu a segunda posição. Em setembro de 2001, Keys interpretou "Someday We'll All Be Free" de Donny Hathaway no America: A Tribute to Heroes, concerto dedicado às vítimas dos ataques terroristas de 11 de Setembro. Este concerto foi transmitido na televisão e lançado a 4 de dezembro de 2001 em CD e DVD. Ainda em 2001, ela participou da série Charmed.
Em 6 de março de 2002, Keys lançou uma re-edição do álbum, intitulada, Remixed & Unplugged in A Minor, com oito remixes e sete versões acústicas. Com Songs in A Minor, Alicia ganhou cinco prêmios no Grammy Awards de 2002, incluindo: Melhor Artista Revelação e Canção do Ano com "Fallin'", feito só antes conseguido por Lauryn Hill.
Em dezembro de 2003, Alicia lançou seu segundo álbum, The Diary of Alicia Keys. Aclamado pelos críticos musicais, vendeu mais de 600 000 cópias apenas em sua primeira semana nos Estados Unidos. Até hoje, o álbum já vendeu oito milhões de cópias em todo o mundo. Os primeiros singles lançados do álbum, "You Don't Know My Name" e "If I Ain't Got You", ficaram entre os cinco mais vendidos da Revista Billboard. O videoclipe de "If I Ain't Got You", ganhou o prêmio de Melhor Vídeo de R&B no MTV Video Music Awards de 2004. O terceiro single, "Diary", ficou entre os dez mais vendidos daquela mesma publicação. O quarto e último single lançado do álbum, "Karma", não fez tanto sucesso quanto os outros, aparecendo apenas entre os vinte mais vendidos na lista daquela publicação. "If I Ain't Got You" foi o primeiro single de uma artista feminina a ficar mais de um ano no topo da lista de singles mais vendidos de R&B da Billboard, transformando-a na artista de R&B mais vendida do ano de 2004 nos Estados Unidos. Ainda em 2003, ela participou da série American Dreams.
No Grammy Awards de 2005, Alicia ganhou mais quatro prêmios: Melhor Álbum de R&B (The Diary of Alicia Keys), Melhor Performance Vocálica Feminina de R&B ("If I Ain't Got You"), Melhor Canção de R&B ("You Don't Know My Name") e Melhor Performance Vocálica de R&B por um Dueto ou Grupo ("My Boo", com Usher).

### 2005–2008:Unplugged, As I Ame Estreia no Cinema

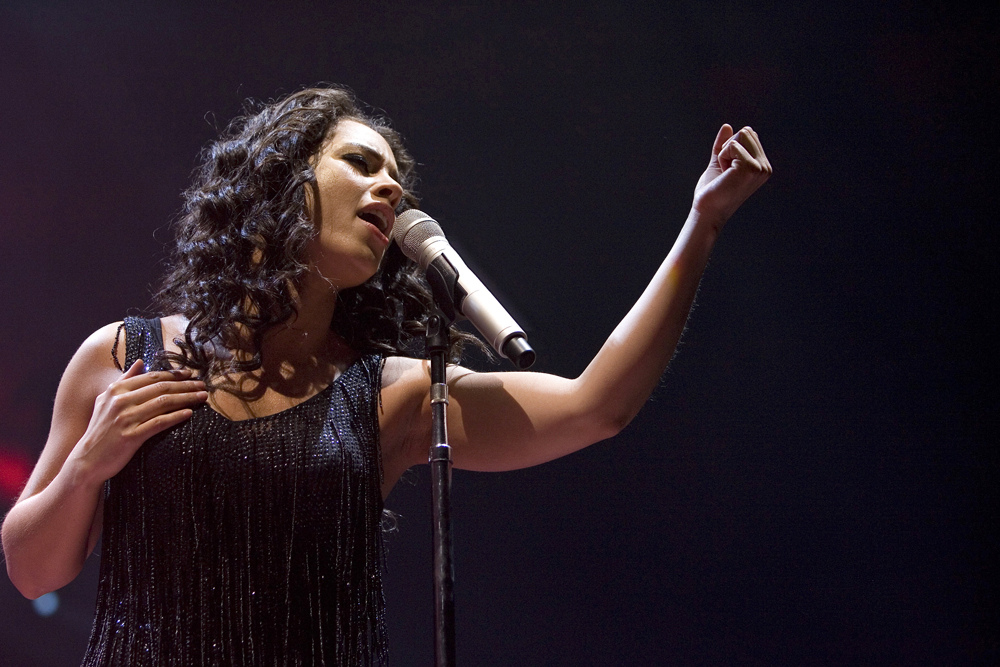
Em concerto em Portugal, 2008

Em 14 de julho de 2005, Alicia Keys gravou seu primeiro álbum ao vivo, Unplugged MTV, na Academia de Música do Brooklyn. Durante essa sessão, Alicia apresentou canções suas com novos arranjos e interpretou alguns covers e ainda duas canções inéditas. Alicia fez um dueto com Adam Levine na faixa "Wild Horses" (originalmente gravada pelos Rolling Stones), com os rappers Common e Mos Def em "Love It Or Leave It Alone" e com Damian Marley em "Welcome To Jamrock". Lançado em CD e DVD em 11 de outubro de 2005, estreou no topo da Billboard 200, vendendo 245.000 unidades na primeira semana. Vendeu 1 milhão de cópias somente nos Estados Unidos e quase 2 milhões a níveis mundiais. Unplugged recebeu quatro nomeações para os Grammys. Ganhou três prémios da NAACP, incluindo Melhor Canção do Ano e Melhor Videoclipe para "Unbreakable".
Em 2007, Alicia fez a sua estreia no cinema com os filmes Smokin' Aces e The Nanny Diaries.
As I Am, seu terceiro álbum de estúdio, foi lançado no dia 13 de Novembro de 2007, vendendo 742 000 cópias em sua primeira semana nos Estados Unidos. O seu primeiro single, "No One", esteve onze semanas no Top3, sendo cinco delas em número um no Billboard Hot 100. Além de ser um de seus sucessos mais conhecidos mundialmente. O segundo single, "Like You'll Never See Me Again", atingiu o número doze no Hot 100 e o número um no Hot R&B/Hip-Hop Songs. Com "No One", Keys venceu os prémios de Melhor Performance Vocal Feminina de R&B e Melhor Canção de R&B, no Grammy Awards de 2008.
Em 2008, ela surge como uma das irmãs Boatwright, que ganham a vida como apicultoras, no filme A Vida Secreta das Abelhas. Keys colaborou com Jack White, em "Another Way to Die", a música tema do filme 007 - Quantum of Solace. Inspirado pelo filme, seu videoclipe foi indicado ao prêmio de Melhor Videoclipe de Curta-Metragem no Grammy Awards de 2009.

### 2009–2015:The Element of FreedomeGirl on Fire
Seu quarto álbum de estúdio, The Element of Freedom, saiu no final de 2009. O álbum inclui um dueto com Beyoncé, Intituladoa de 'Put It in a Love Song', O videoclipe gravado no Brasil nunca foi lançado. Também trouxe "Empire State of Mind (Part II) Broken Down", a segunda parte de "Empire State of Mind", colaboração de Alicia com Jay-Z para o álbum do cantor The Blueprint 3, que chegou ao topo da Billboard Hot 100. Apesar de The Element of Freedom ter vendido bem na semana de lançamento nos Estados Unidos, o álbum ficou em segundo lugar. Deste álbum saíram ainda os singles "Doesn't Mean Anything", "Try Sleeping with a Broken Heart" e "Un-Thinkable (I'm Ready)". Em 2009, ela ainda fez uma colaboração com o cantor espanhol Alejandro Sanz em "Looking for Paradise". A canção foi o primeiro single extraído do oitavo álbum de Sanz, Paraíso Express.
Em 10 de junho de 2010, ela participou do concerto de abertura do Campeonato Mundial de Futebol 2010, na África do Sul. Em junho 2011, foi lançado Songs in A Minor - 10th Anniversary Edition uma edição comemorativa dos dez anos de Songs in A Minor, contendo três versões, uma "Deluxe", uma para colecionador e outra em formato vinil. Além das músicas já lançadas em 2001, a reedição trouxe dois temas inéditos e raridades.
Girl on Fire seu quinto álbum de estúdio, foi lançado mundialmente em 27 de Novembro de 2012, e em Portugal um dia antes, 26 de Novembro pela RCA Records, depois da J Records ter fechado por decisão da Sony Music Entertainment. Estreou no topo da tabela Billboard 200, com venda de 159 mil exemplares na primeira semana nos Estados Unidos, e obteve uma média de aprovação de 70% no agregador Metacritic, que se baseou em dezessete resenhas publicadas por críticos musicais. O álbum teve como single a canção homónima "Girl on Fire".
Em 2015, Alicia fez uma participação de dois episódios de Empire como Skye Summers, e contribuiu para a trilha sonora da 2ª temporada da série, num dueto com Jussie Smollett na música "Powerful".

### 2016–2019:Here
Em maio de 2016, Alicia Keys lançou o single "In Common", de seu sexto álbum de estúdio. No mesmo mês, Keys se apresentou na cerimônia de abertura da final da Liga dos Campeões da UEFA, em Milão, na Itália. Em julho de 2016, a cantora se apresentou na Convenção Nacional Democrata, demonstrando apoio à candidatura de Hillary Clinton à presidência dos EUA. Em outubro do mesmo ano, ela lançou um segundo single: "Blended Family (What You Do For Love)", com participação do rapper A$AP Rocky. Em novembro de 2016, Alicia lançou um curta-metragem, The Gospel, feito para acompanhar seu novo álbum que estava por vir. O curta aborda temas delicados, como a violência policial contra a comunidade negra e as dificuldades que as mulheres e a população LGBT enfrentam. Alguns dias depois lançou seu sexto álbum, Here, que alcançou a segunda posição na Billboard 200.

### 2020–2022:Alicia, KeyseSanta Baby
Em 26 de janeiro de 2020, Alicia apresentou o Grammy Awards de 2020 pelo segundo ano consecutivo. Ela lançou seu livro de memórias, More Myself: A Journey, em 31 de março de 2020. Previsto para ser lançado em 15 de maio, seu sétimo álbum, Alicia, teve que ser adiado devido à pandemia de COVID-19. Lançado em 18 de setembro de 2020, Alicia estreou em quarto lugar na Billboard 200 com 62,000 cópias equivalentes. Do álbum foram extraídos os singles: "Show Me Love", "Time Machine", "Underdog", "Good Job", "Perfect Way to Die", "So Done", com Khalid, "Love Looks Better" e Wasted Energy. Para comemorar o 20º aniversário de seu álbum de estreia, Songs in A Minor, Keys apresentou um medley dos singles no Billboard Music Awards de 2021.
Em 9 de setembro de 2021, Alicia lança o single "LALA (Unlocked)", em parceria com Swae Lee, dando início a sua nova era. A música foi apresentada no MTV Video Music Awards de 2021 e o videoclipe foi lançado em 23 de setembro. O álbum, Keys, foi lançado no dia 10 de dezembro, com duas versões: Originals e Unlocked; A versão Originals, com foco em arranjos de piano, remetendo ao início da carreira, e a versão Unlocked, trazendo batidas e novos arranjos, mostrando uma fase de experimentação da cantora. Outros singles do álbum foram: Old Memories (originals) e Best of Me. Em 9 de junho de 2022, ela embarcou na turnê global Alicia + Keys World Tour, estendendo-a com oito datas na América Latina em maio de 2023.
Keys lançou seu nono álbum de estúdio e primeiro álbum de Natal, Santa Baby, em 4 de novembro de 2022, exclusivamente pela Apple Music. Foi seu primeiro lançamento como artista independente sob sua própria gravadora, a "Alicia Keys Records". Alcançou a posição 148 na Billboard 200.

### 2023–presente: Musical na Broadway
Entre junho e agosto de 2023, Keys realizou a turnê Keys to the Summer pela América do Norte. Em 23 outubro de 2023, estreou no The Public Theater o musical, Hell's Kitchen, no qual Keys escreveu, compôs e coproduziu com Kristoffer Diaz; O enredo é baseado na adolescência de Keys durante a década de 1990. Keys e Diaz começaram a desenvolver o projeto em 2011.
Em fevereiro de 2024, Keys se apresentou no intervalo do Super Bowl LVIII como convidada do Usher; Ela cantou "If I Ain't Got You", antes de se juntar a Usher em "My Boo". Em março de 2024, Keys lançou "Kaleidoscope", single principal da trilha sonora de Hell's Kitchen. A estreia do musical na Broadway ocorreu em 20 de abril de 2024. Com críticas positivas dos críticos de teatro, a produção recebeu 13 indicações no Tony Awards de 2024, vencendo Melhor Atriz Principal e Melhor Atriz Coadjuvante.

## Vida Pessoal
Discreta com sua vida pessoal, Keys teve um relacionamento com seu amigo de longa data e colaborador Kerry Brothers Jr, até 2008. Em maio de 2010, Keys anuncia a sua primeira gravidez e o casamento com o produtor e rapper Swizz Beatz, quem ocorreu em 31 de julho de 2010. No dia 14 de outubro de 2010, nasceu em Nova Iorque, o primeiro filho do casal, Egypt Daoud Dean e, em dezembro de 2014, nasce o segundo filho, Genesis Ali Dean.

## Filantropia
Keep a Child Alive é uma organização sem fins lucrativos co-fundada por Alicia keys, em 2003. A principal actividade da organização é fazer chegar medicamentos a famílias portadoras do vírus HIV em África. Para a angariação de fundos para esta causa, em 2005 grava com Bono Vox versão da canção de Peter Gabriel e Kate Bush reintitulada "Don't Give Up (Africa)", sendo colocada para download no iTunes. Em 2009, foi agraciada com o Prémio Humanitário, nos BET Awards, atribuídos pela Black Entertainment Television, a afro-americanos, em categorias como música, cinema e desporto.

## Estilo Musical e Voz
As suas canções, normalmente acompanhadas pelo piano, visto Keys ser uma pianista com formação clássica, falam muitas vezes sobre amor, desgostos e o poder feminino O seu estilo está enraizado no gospel e soul vintage, complementado pelo baixo e sintetizadores. Incorporando fortemente o piano clássico com o R&B, soul e jazz, começou a experimentar outros géneros musicais, como o pop e rock, no seu terceiro álbum, As I Am, e um som neo soul e R&B dos anos 80 e 90 no seu quarto álbum, The Element of Freedom.
A sua classificação vocal é de contralto e a sua extensão vocal varia em 3 oitavas. Muitas vezes referida como "Princess of Soul" ou "Princesa do Soul", é caracterizada por ter um timbre de voz forte, cru e apaixonado. Como inspiração, cita vários músicos, incluindo Prince, Nina Simone, Barbra Streisand, Marvin Gaye, Quincy Jones, Donny Hathaway e Stevie Wonder.

## Discografia
Álbuns de estúdio
- 2001: Songs in A Minor
- 2003: The Diary of Alicia Keys
- 2007: As I Am
- 2009: The Element of Freedom
- 2012: Girl on Fire
- 2016: Here
- 2020: Alicia
- 2021: Keys
- 2022: Santa Baby

## Digressões
- 2001-2002 - Songs in A Minor Tour
- 2004 - Verizon Ladies First Tour
- 2005 - The Diary Tour
- 2008 - As I Am Tour
- 2010 - The Freedom Tour
- 2011 - Piano & I
- 2013 - Girl on Fire Tour
- 2021 - Alicia The World Tour
- 2022–2023 - Alicia + Keys World Tour
- 2023 - Keys to the Summer Tour

### Em Portugal
Alicia Keys esteve quatro vezes em Portugal para concertos. O seu primeiro concerto ocorreu na primeira edição do Rock in Rio Lisboa, em 2004. Voltou depois a Portugal pelas digressões As I Am Tour, em 2008, The Freedom Tour, em 2010 e Empire State of Mind, em 2013, com todos os espectáculos a acontecerem no Pavilhão Atlântico, em Lisboa. Keys tem uma forte ligação a Portugal. Em entrevista no programa da BBC, BBC Friday Night, quando Jonathan Ross pergunta à cantora a que locais gostaria de regressar, Alicia keys responde «adoro Portugal e Espanha». No seguimento da conversa, diz ainda que «as pessoas são fantásticas, acolhedoras e amigáveis», acrescentando «gosto também muito da gastronomia, que é deliciosa».

### No Brasil
Alicia esteve duas vezes no Brasil. Em setembro de 2013 apresentou-se em São Paulo, em Porto Alegre e no Rock in Rio, na cidade do Rio de Janeiro com a turnê internacional Set the World on Fire, do álbum Girl on Fire. Na apresentação no Rio de Janeiro a cantora cantou os principais sucessos de sua carreira e fez um dueto com a Maria Gadu, cantora brasileira, na canção "Fallin'". Alicia retornou ao Brasil em setembro de 2017 para se apresentar mais uma vez no Rock in Rio. O show contou com a participação do Dream Team do Passinho, do sambista Pretinho da Serrinha e da ativista indígena Sônia Guajajara, que fez um pequeno discurso pela preservação da Floresta Amazônica. 

## Prêmios e Nomeações
Alicia já foi nomeada para centenas de prémios, tendo levado muitos deles. De entre os diversos prémios e nomeações, contam-se 17 Grammy Awards, 17 NAACP Image Awards e mais de 20 nomeações para os mesmos, 3 World Music Awards e 3 MTV Europe Music Awards.

## Filmografia

### Filmes
| Ano  | Título                  | Papel           | Notas          |
| ---- | ----------------------- | --------------- | -------------- |
| 2006 | Smokin' Aces            | Georgia Sykes   |                |
| 2007 | The Nanny Diaries       | Lynette         |                |
| 2008 | The Secret Life of Bees | June Boatwright |                |
| 2015 | Jem and The Holograms   | Ela mesma       | Participação   |
| 2016 | Let Me In               | Zara            | Curta-metragem |

### Televisão
| Ano       | Título                                    | Papel         | Notas                                                         |
| --------- | ----------------------------------------- | ------------- | ------------------------------------------------------------- |
| 1985      | The Cosby Show                            | Maria         | Episódio: "Slumber Party"                                     |
| 2001      | Charmed                                   | P3 VIP Patron | Episódio: "Size Matters"                                      |
| 2002      | MTV Diary                                 | Ela mesma     | Temporada 1, episódio 2                                       |
| 2003      | American Dreams                           | Fontella Bass | Episódio: "Rescue Me"                                         |
| 2003      | The Proud Family                          | Ela mesma     | Episódio: "The Good, the Bad, and the Ugly"                   |
| 2005      | Sesame Street                             | Ela mesma     | Episódio: "The Adventures of Little Big Bird: Part 2"         |
| 2005      | MTV Unplugged                             | Ela mesma     | Temporada 12, episódio 4                                      |
| 2006      | The Backyardigans                         | Mãe de Boinga | Episódio: "Mission to Mars"                                   |
| 2007      | Cane                                      | Ela mesma     | Episódio: "One Man Is an Island"                              |
| 2012      | VH1 Storytellers                          | Ela mesma     | Convidada musical; Episódio 96                                |
| 2012      | America's Next Top Model                  | Ela mesma     | Episódio: "The Girl Who Sings For Alicia Keys" (Temporada 19) |
| 2014-2018 | The Voice                                 | Ela mesma     | Mentora; Temporadas 7-11–12, 14                               |
| 2015      | Empire                                    | Skye Summers  | 2 episódios                                                   |
| 2017      | Carpool Karaoke: The Series               | Ela mesma     | Episódio: "Alicia Keys & John Legend"                         |
| 2020      | Kids, Race and Unity: A Nick News Special | Ela mesma     | Especial de televisão                                         |
| 2021      | My Life on MTV                            | Ela mesma     | Temporada 1, episódio 2                                       |
| 2022      | RuPaul's Drag Race                        | Ela mesma     | Juiz convidado especial; Temporada 14, episódio 2             |